# Apteranabropsis minuta
Apteranabropsis minuta är en insektsart som beskrevs av Andrej Vasiljevitj Gorochov 2001. Apteranabropsis minuta ingår i släktet Apteranabropsis och familjen Anostostomatidae. Inga underarter finns listade i Catalogue of Life.